# Juan Fernández Marín
Juan Fernández Marín (Madrid, 1957. december 3. –) spanyol nemzetközi labdarúgó-játékvezető. Polgári foglalkozása pszichológus. Teljes neve Juan Antonio Fernández Marín.

## Pályafutása

### Nemzeti játékvezetés
A játékvezetői vizsgát 1973-ban tette le. Ellenőreinek, sportvezetőinek javaslatára lett 1992-ben országos játékvezető. Az aktív nemzeti játékvezetéstől 2002-ben vonult vissza.
Első ligás mérkőzéseinek száma: 175.

#### Nemzeti kupamérkőzések
Vezetett Kupa-döntők száma: 1.

##### Szuperkupa
| Időpont             | Helyszín                    | Mérkőzés típusa | Mérkőzés                        | Eredmény |
| ------------------- | --------------------------- | --------------- | ------------------------------- | -------- |
| 1996. augusztus 25. | Olimpiai Stadion, Barcelona | döntő           | FC Barcelona–Atlético de Madrid | 5 : 2    |

### Nemzetközi játékvezetés
A Spanyol labdarúgó-szövetség Játékvezető Bizottsága (JB) 1995-ben terjesztette fel nemzetközi játékvezetőnek, a Nemzetközi Labdarúgó-szövetség (FIFA) bíróinak keretébe. Több nemzetek közötti válogatott és klubmérkőzést vezetett. UEFA besorolás szerint a „mester” kategóriába tevékenykedik. A spanyol nemzetközi játékvezetők rangsorában, a világbajnokság-Európa-bajnokság sorrendjében többedmagával a 11. helyet foglalja el 7 találkozó szolgálatával.
Az aktív nemzetközi játékvezetéstől 2002-ben a FIFA 45 éves korhatárát elérve búcsúzott.

#### Világbajnokság
A világbajnoki döntőhöz vezető úton Dél-Koreába és Japánba a XVII., a 2002-es labdarúgó-világbajnokságra a FIFA JB bíróként alkalmazta.
| Időpont             | Helyszín                         | Mérkőzés típusa           | Mérkőzés                 | Eredmény | Nézők száma |
| ------------------- | -------------------------------- | ------------------------- | ------------------------ | -------- | ----------- |
| 2000. szeptember 2. | Georgi Asparuhov Stadion, Szófia | előselejtező (3. csoport) | Bulgária–Csehország      | 0 : 1    | 12 000      |
| 2001. február 24.   | Olimpiai Stadion, Kijev          | előselejtező (5. csoport) | Ukrajna–Fehéroroszország | 0 : 0    | 75 000      |
| 2001. szeptember 5. | St.James Park Stadion, Newcastle | előselejtező (9. csoport) | Anglia–Albánia           | 2 : 0    | 51 046      |

#### Európa-bajnokság
Három európai-labdarúgó torna döntőjéhez vezető úton Angliába a X., az 1996-os labdarúgó-Európa-bajnokságra, Belgiumba és Hollandiába a XI., a 2000-es labdarúgó-Európa-bajnokságra, valamint Portugáliába a XII., a 2004-es labdarúgó-Európa-bajnokságra az UEFA JB játékvezetőként foglalkoztatta.

##### 1996-os labdarúgó-Európa-bajnokság
| Időpont            | Helyszín                       | Mérkőzés típusa           | Mérkőzés          | Eredmény | Nézők száma |
| ------------------ | ------------------------------ | ------------------------- | ----------------- | -------- | ----------- |
| 1995. november 11. | Lansdowne Road Stadion, Dublin | előselejtező (6. csoport) | Írország–Litvánia | 2 : 1    | 33 500      |

##### 2000-es labdarúgó-Európa-bajnokság
| Időpont           | Helyszín                       | Mérkőzés típusa           | Mérkőzés            | Eredmény | Nézők száma |
| ----------------- | ------------------------------ | ------------------------- | ------------------- | -------- | ----------- |
| 1998. október 14. | Köztársasági Stadion, Chişinău | előselejtező (3. csoport) | Moldova–Németország | 1 : 3    | 5 400       |
| 1999. október 9.  | Gradski Stadion, Skopje        | előselejtező (8. csoport) | Macedónia–Írország  | 1 : 1    | 6 000       |

##### 2004-es labdarúgó-Európa-bajnokság
| Időpont             | Helyszín               | Mérkőzés típusa           | Mérkőzés                | Eredmény | Nézők száma |
| ------------------- | ---------------------- | ------------------------- | ----------------------- | -------- | ----------- |
| 2002. szeptember 7. | Gradski Stadion, Eszék | előselejtező (8. csoport) | Horvátország–Észtország | 0 : 0    | 10 000      |